# Râul Izvorul Prelucii
Râul Izvorul Prelucii este un curs de apă, afluent al râului Lala. 